# Jogipura, Malavalli
Jogipura là một làng thuộc tehsil Malavalli, huyện Mandya, bang Karnataka, Ấn Độ.